# Kwak Tae-Hwi
Kwak Tae-Hwi (hangul: 곽태휘), född 8 juli 1981 i Chilgok-gun i Sydkorea, är en sydkoreansk före detta fotbollsspelare som bland annat spelat för sydkoreanska FC Seoul.